# العرب (عزبة)
عزبة العرب، عزبة تابعة لقرية الشون بالوحدة المحلية لقرية العجوزين، التابعة لمركز دسوق، التابع لمحافظة كفر الشيخ في جمهورية مصر العربية.